# 헤이필드 (미네소타주)

헤이필드(Hayfield)는 미국 미네소타주 도지군의 도시이다. 이 지역의 인구 수는 2010년 미국 인구 조사에 따르면 총 1,340명이다.

## 역사
헤이필드 미국 우정청 브랜치가 1885년부터 운영되고 있다. 헤이필드는 1896년 통합되었다. 헤이필드 타운십은 1872년 3월 30일 조직되었다. 헤이필드시는 1896년 1월 7일 통합되었다.

## 인구
| 인구조사              | 인구  | Note  | %±    |
| --------------------- | ----- | ----- | ----- |
| 1900년                | 439   |       | —     |
| 1910년                | 586   |       | 33.5% |
| 1920년                | 799   |       | 36.3% |
| 1930년                | 730   |       | −8.6% |
| 1940년                | 742   |       | 1.6%  |
| 1950년                | 805   |       | 8.5%  |
| 1960년                | 889   |       | 10.4% |
| 1970년                | 939   |       | 5.6%  |
| 1980년                | 1,243 |       | 32.4% |
| 1990년                | 1,283 |       | 3.2%  |
| 2000년                | 1,325 |       | 3.3%  |
| 2010년                | 1,340 |       | 1.1%  |
| 2019 (추산)           | 1,337 | [ 5 ] | −0.2% |
| U.S. Decennial Census |       |       |       |